# Duomyia parallela
Duomyia parallela är en tvåvingeart som beskrevs av Mcalpine 1973. Duomyia parallela ingår i släktet Duomyia och familjen bredmunsflugor. Inga underarter finns listade i Catalogue of Life.